# Ca la Manya
Ca la Manya és una casa de la Cellera de Ter (Selva) inclosa a l'Inventari del Patrimoni Arquitectònic de Catalunya.

## Descripció
Es tracta d'un immoble que consta de planta baixa i dos pisos superiors, situat entre mitgeres i cobert amb una teulada a dues aigües de vessants a façana, amb un ràfec d'una filera de rajola en punta de diamant. Està ubicat al costat dret de la travessera Estreta.
La planta baixa disposa de dues obertures, de les quals destaca especialment el portal adovellat d'arc de mig punt, amb unes dovelles de mida reduïda.
Pel que fa al primer pis, aquest contempla dues finestres rectangulars bastant irrellevants, ja que no han rebut cap tractament singular. L'únic tret a destacar en aquest sector són els dos tirants o contraforts de rajol que uneixen aquest immoble amb el que es troba immediatament al seu davant, conegut com a Can Segarra.
Entre el primer i segon pis, en un estrat intermedi, trobem les empremtes o restes de dues obertures quadrangulars emmcarcades per rajol, però que en l'actualitat estan tapiades.
El segon pis, que executa les tasques de golfes, i que respondria a un afegit posterior del segle xix, s'ha traduït en uns badius en format de tres obertures d'arc de mig punt emmarcades per rajol.
Finalment i a mode d'apunt, cal dir que l'immoble es troba coronat per un ampit romboïdal de rajol.
Pel que fa al tema dels materials, cal remarcar que el material preponderant, com així ho indica el fet que monopolitza i acapara tot l'espai físic de la façana, és la pedra, concretament els còdols de riu sense desbastar.